# Bartłomiej Grzelak
Bartłomiej Grzelak, né le 9 août 1981 à Płock, est un footballeur international polonais évoluant au poste d'attaquant. Il n'est actuellement lié à aucun club.
Il fait ses débuts avec l'équipe nationale le 6 décembre 2006 contre les Émirats arabes unis, marquant ses deux premiers (et seuls) buts. Il compte actuellement quatre sélections avec la Pologne.

## Carrière
- 2002-2003 :  ŁKS Łódź
- 2003-2004 :  Unia Janikowo
- 2004-2005 :  Kujawiak Włocławek
- 2005-2007 :  Widzew Łódź
- 2007-2010 :  Legia Varsovie
- 2010 :  FK Sibir Novossibirsk
- 2011 :  Jagiellonia Białystok
- 2012 :  Cracovia
- 2012 :  Górnik Zabrze

## Palmarès
- Vainqueur de la Coupe de Pologne de football : 2008
- Vice-Champion de Pologne : 2009